# 1748 w muzyce
Wydarzenia muzyczne w 1748 roku.

## Wydarzenia
- otwarcie Bayreuth Festspielhaus
- Nicola Porpora kapelmistrzem w Dreźnie

## Dzieła
- Georg Friedrich Händel – Susanna (oratorium)
- Gregor Joseph Werner – Neuer und sehr curios- Musicalischer Instrumental-Calendar

## Urodzili się
- 9 stycznia – Stefano Paluselli, austriacki mnich, kompozytor, dyrygent chóru, skrzypek (zm. 1805)
- 3 lutego – Josef Fiala, czeski gambista, wiolonczelista, oboista i kompozytor (zm. 1816)
- 5 lutego – Christian Gottlob Neefe, niemiecki kompozytor operowy i dyrygent (zm. 1798)
- 5 marca – William Shield, angielski kompozytor, skrzypek i altowiolista (zm. 1829)
- 11 sierpnia – Joseph Schuster, niemiecki kompozytor i dyrygent (zm. 1812)
- 30 listopada – Joachim Albertini, włoski kompozytor i dyrygent (zm. 1812)

Data dzienna nieznana
- Theodor von Schacht, niemiecki kompozytor (zm. 1823)

## Zmarli
- 7 marca – William Corbett, angielski kompozytor i skrzypek oraz kolekcjoner instrumentów muzycznych (ur. 1680)
- 23 marca – Johann Gottfried Walther, niemiecki kompozytor, organista i teoretyk muzyki (ur. 1684)
- 25 listopada – Isaac Watts, angielski pastor kongregacyjny, autor hymnów, teolog i logik (ur. 1674)
- 28 listopada – Jacques Loeillet, flamandzki kompozytor i oboista (ur. 1685)